# Эррера, Хуан де
Хуа́н Бати́ста де Эрре́ра (исп. Juan de Herrera; около 1530, Роис, район Сантандер, — 15 января 1597, Мадрид) — испанский архитектор, геометр, математик, яркий представитель культуры позднего Возрождения в Испании, создатель архитектурного стиля, названного его именем. Продолжателем творчества Эрреры был его внук Франсиско де Эррера Младший.

## Биография
Хуан де Эррера родился в дворянской семье в районе Мовельян города Ройс, принадлежащего кантабрийскому муниципалитету Вальядолид на северо-западе Испании. Его семья занимала влиятельное социальное положение. Однако, поскольку он родился от первого брака отца, семья презирала его, даже когда его отец после смерти первой жены женился на его матери. Отец умер, когда Хуану было три или четыре года. Хуан де Эррера никогда не учился ни в одном университете. В 1547 году он покинул отцовский дом, и в следующем году присоединился к свите рыцарей Филиппа II, тогда ещё принца, в поездке в Италию, путешествовал по Фландрии, Германии и Италии, где соприкоснулся с течениями культуры Возрождения того времени. Он вернулся в Испанию вместе с принцем в 1551 году, но ему пришлось начинать всё сначала, так как он не мог оставаться при дворе.
В этой ситуации в 1552 году он вступил в армию и присоединился к роте капитана Франсиско де Мединилья. С 1553 года участвовал в кампаниях в Пьемонте под командованием Ферранте I Гонзаги, был конным архебуцером, участвовал во Фландрской кампании с армиями Карла I Испанского (он же император Карл V Габсбург), стал личным гвардейцем императора и остался с ним в Брюсселе. В 1556 году Эррера сопровождал императора в его поездке в Испанию и был уволен по случаю ухода последнего в монастырь.
После смерти императора в 1558 году, Хуан де Эррера поступил на службу к королю Филиппу II, под покровительством которого и развернул свою деятельность. Он отвечал за обучение принца Карла и в этой обязанности копировал таблицы «Книги знаний по астрономии» (Libro del saber de astronomía), работа, которую он завершил в 1562 году.
18 февраля 1563 года он поступил в качестве помощника под начало Хуана Батисты де Толедо, автора проекта грандиозного монастыря-дворца Филиппа II Эскориал близ Мадрида. В 1572 году он официально взял на себя руководство работами, завершившимися в 1584 году.
Сохранив общую планировку комплекса, Эррера увеличил размер здания, удвоил число его этажей и объединил все четыре фасада общим карнизом. Кроме того, он проектировал церковь (1574—1582) и построил лазарет. После 1567 года Хуан де Эррера работал над летним дворцом в Аранхуэсе. В 1579 году он был назначен инспектором памятников Короны, что способствовало быстрому распространению его архитектурного стиля по всей Испании.
В 1583—1598 годах Эррера занимался проектом Севильского торгового дома, здание которого в настоящее время занимает Архив Индий. В 1585 архитектор был занят на строительстве кафедрального собора в Вальядолиде, который позже послужил моделью для соборов в Мехико и в Лиме. Сам Вальядолидский собор в XVIII веке был реконструирован Альберто де Чурригерой, поэтому дошёл до настоящего времени в значительно изменённом виде.
В 1583 году Хуан де Эррера основал Академию математики и рисования (предшественницу Королевской академии точных, физических и естественных наук) и стал её первым директором.
В 1594 году он тяжело заболел и оставил активную деятельность. Он умер в Мадриде 15 января 1597 года и был похоронен в церкви Сан-Николас-де-лос-Сервитас. Согласно завещанию, написанном в 1584 году, его останки перезахоронены в церкви Сан-Хуан-Батиста в Малиано (Кантабрия).

## Творчество
Хуан де Эррера был последователем архитектора Хуана Батиста де Толедо, учившегося в Риме у великого Микеланджело. Эррера хорошо знал итальянскую архитектуру, постройки Браманте, Сансовино, Палладио. Изучал трактат «Десять книг об архитектуре» Витрувия.
В планировке Эскориала отражены все основные черты архитектуры Высокого Возрождения в Италии: симметрия, рациональное пропорционирование на основе квадратных модулей, доминанта центрального купола и симметрично расположенных башен. Современники сравнивали Эскориал с лучшими постройками античности, так как он был «порождён той же идеей». Вместе с тем Эррера учитывал и национальные традиции испано-мавританской архитектуры: угловые башни и шпили, неприступные стены, характерные для старинных крепостей алькасаров, внутренние дворы с водоёмами, как это было принято у мавров. Постройки Эрреры положили начало новому классицистическому стилю, сменившему стиль платереско и названный «неукрашенным» (исп. desornamentado), или «эрререско» (исп. herreresco), по имени архитектора.
Как истинный человек эпохи Возрождения Эррера интересовался многими областями науки. Его работа «Рассуждение о кубической фигуре» (Discurso sobre la figura cúbica) показывает его основательные познания в геометрии и математике.

## Галерея
- Королевский дворец в Аранхуэсе
- Эскориал. Общий вид
- Эскориал. Лоджия двора
- Эскориал. Главный фасад
- Архив Индий, Севилья
- Церковь Сан-Педро, Мадрид
- Алькасар в Толедо. Главная лестница
- Собор в Вальядолиде. Главный фасад
- Модель проекта собора в Вальядолиде